# ایلات یالقوزآغاج
ایلات یالقوزآغاج یکی از روستاهای استان آذربایجان شرقی است که در بخش کشکسرای شهرستان مرند واقع شده‌است. این روستا در ۷ کیلومتری شهر مرند و کنار جاده ترانزیتی تبریز_بازرگان قرار دارد. وجود کارخانجاتی همچون شرکت تکدانه، کوره‌های آجر پزی سنتی؛ این روستا را به یکی از روستاهای مهم شهرستان تبدیل کرده است.